# Gwardiejskoje (obwód królewiecki)
Gwardiejskoje (ros. Гвардейскoе (Gvardejskoe, ewentualnie Gwardiejskoje lub Gvardeyskoye) hist. pol. Młynary) – osiedle typu wiejskiego w rejonie bagrationowskim obwodu królewieckiego Federacji Rosyjskiej, położona ok. 11 km na północ od Bagrationowska. Do 1945 w Prusach Wschodnich, jako Mühlhausen, Kreis Preußisch Eylau.

## Historia
Wieś, położona nad Bezledą, na terenie historycznej Natangii, istnieje przynajmniej od początku XIV w., w 1414 r. była nawet zaliczana do miasteczek. Od 1468 r. wieś i prawo patronatu nad kościołem należały do pochodzącej z Lotaryngii rodziny von Kunheim, osiadłej w pobliskim majątku Knauten. Od 1643 należała do Kalksteinów (m.in. Krystian Kalkstein). Tu w 1739 r. urodził się Johann Schultz, matematyk, filozof i teolog. Do zabytków, oprócz kościoła, zaliczano kilka fachwerkowych domów mieszkalnych z około 1800 r.

## Kościół parafialny
Kościół został zbudowany około 1305 r. Był remontowany po 1492 r. W średniowieczu nosił wezwanie św. Anny i był miejscem pielgrzymkowym. Od XVI w. jest świątynią ewangelicko-luterańską. Pastorem miejscowej parafii w latach 1560–1590 był ks. Caspar Henneberger, historyk i kartograf, tu urodził się jego syn, Hans Henneberger, a w kościele została pochowana Margarethe Luther (1534-1570), córka reformatora, żona Georga von Kunheim.
Kościół jest budowlą gotycką, z kamienia polnego. Składa się z trójprzęsłowej nawy, datowanej na 2 ćwierć XIV w., dwuprzęsłowego prosto zamkniętego prezbiterium dobudowanego w 2 połowie stulecia, zwieńczonego od wschodu ceglanym szczytem schodkowym, i jest poprzedzony ceglaną wieżą od zachodu, wzniesioną na w początku XVI w. Wysokość wieży wynosi 32 m. Manierystyczna kruchta i zakrystia z ozdobnymi okuciowymi szczytami, są fundacją Erharda von Kunheim z 1623 r. Pierwotnie prawdopodobnie wewnątrz istniało sklepienie, zastąpione stropem beczkowym, w latach 1693–1696 pokrytym barokowymi malowidłami (Gottfried Hintz z Królewca). W prezbiterium odkryto również resztki gotyckich malowideł ściennych. Dzięki bogatemu wyposażeniu wnętrza, powstałemu z fundacji Kalksteinów, świątynia uważana była za jeden z ważniejszych zabytków regionu. Główne elementy wystroju wyrzeźbił Isaac Riga w latach 90. XVII w. Były też obficie malowane empory i zespół zabytkowych ławek. Liczne były epitafia i płyty nagrobne, ponadto wisiały wizerunki Marcina Lutra i jego córki Małgorzaty Kunheim, z warsztatu Lucasa Cranacha Młodszego.
Po 1945 r. wyposażenie wnętrza przepadło, z wyjątkiem kilku płyt nagrobnych, zaś kościół służył jako magazyn. W 1991 r. został ponownie przekazany ewangelikom i jest remontowany, przy finansowej pomocy współwyznawców z Niemiec.